# 指
指或指頭（英語：digit）是很多脊椎動物的肢的盡頭部份。對人類同其他靈長類動物而言，可以分做手指同腳趾兩大類。

## 人類的指

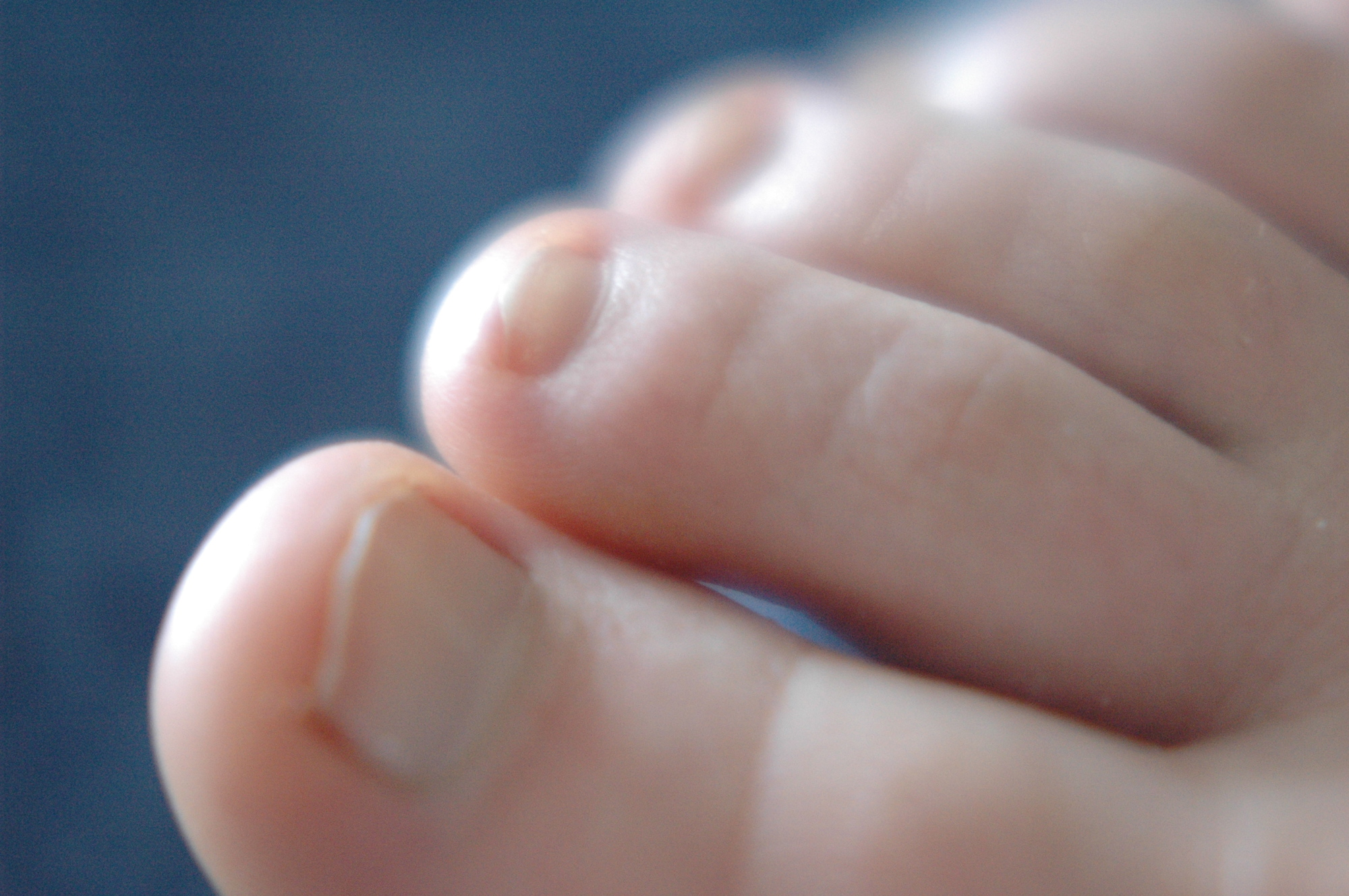
人的腳趾

人類的指分為手指及腳趾
| 手指 | 拇指   | 食指 | 中指 | 無名指 | 尾指 |
| 腳趾 | 腳趾公 | 長趾 | 三趾 | 四趾   | 尾趾 |